# Neapoli Scita
Neapoli Scita (in greco Σκυθική Νεάπολις?) era un insediamento esistito dalla fine del III secolo a.C. fino alla seconda metà del III secolo d.C.
Le rovine archeologiche risiedono nella periferia dell'attuale Sinferopoli. Questa città era il centro delle tribù scite di Crimea guidate dai re Scilurus e Palaco (probabilmente sepolti nel mausoleo locale). La città dominava un piccolo regno, che copriva le terre tra il basso fiume Nipro e la Crimea. Nel III e II sec. a.C., era una città «con una popolazione mista greco-scita, forti mura difensive e grandi edifici pubblici costruiti usando le regole dell'architettura greca».
Neapolis Scita fu distrutta nella metà del III secolo d.C. dai Goti.

## Galleria d'immagini

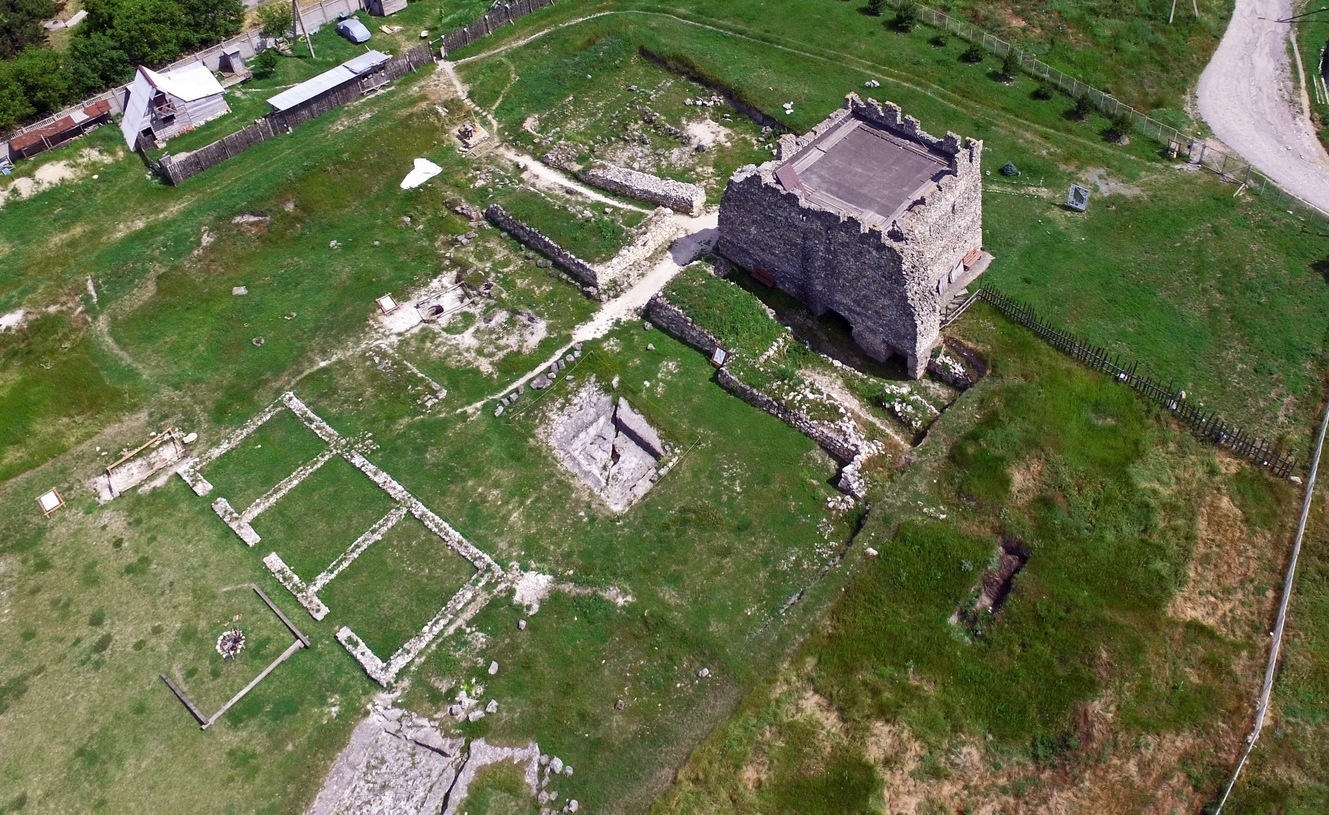
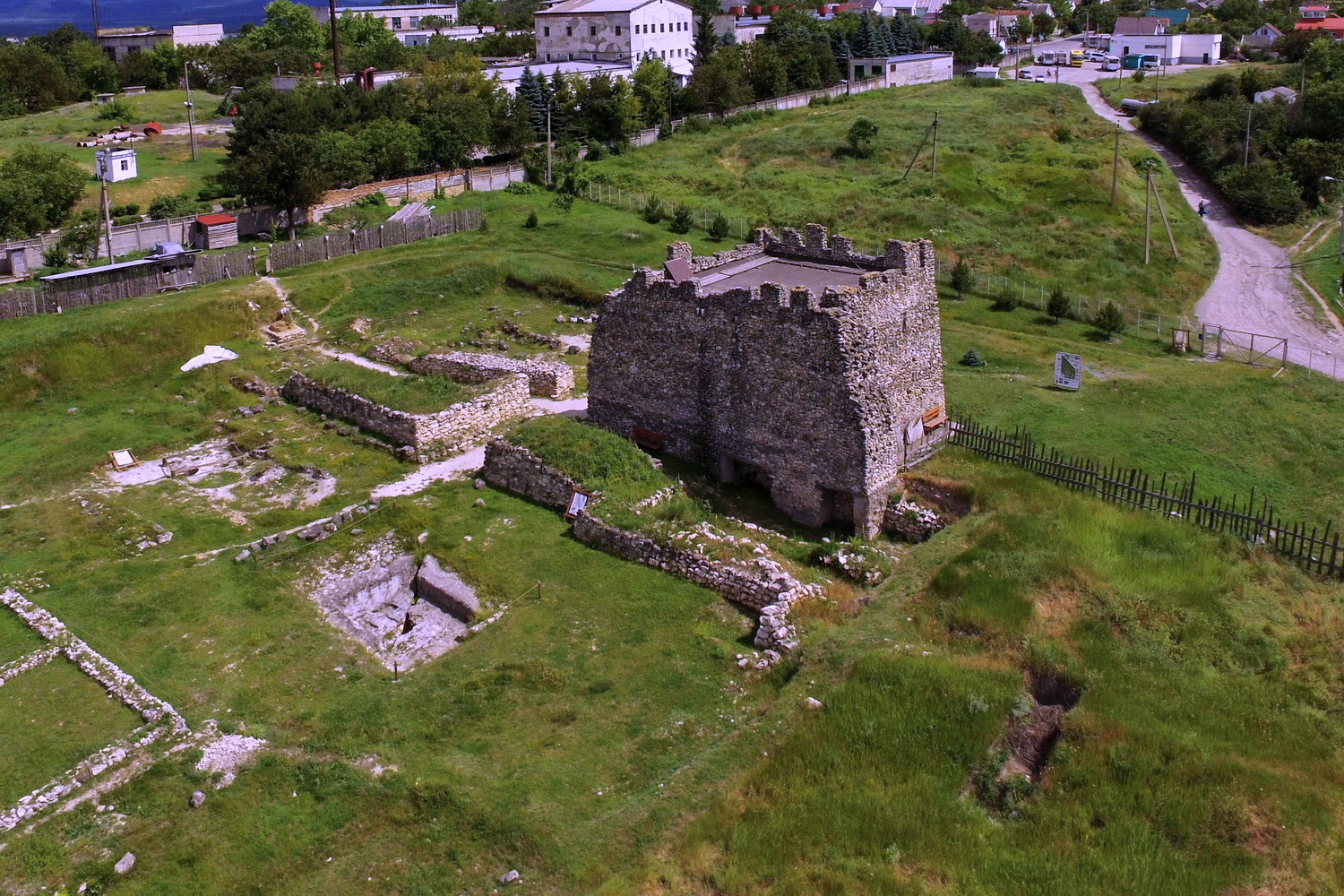
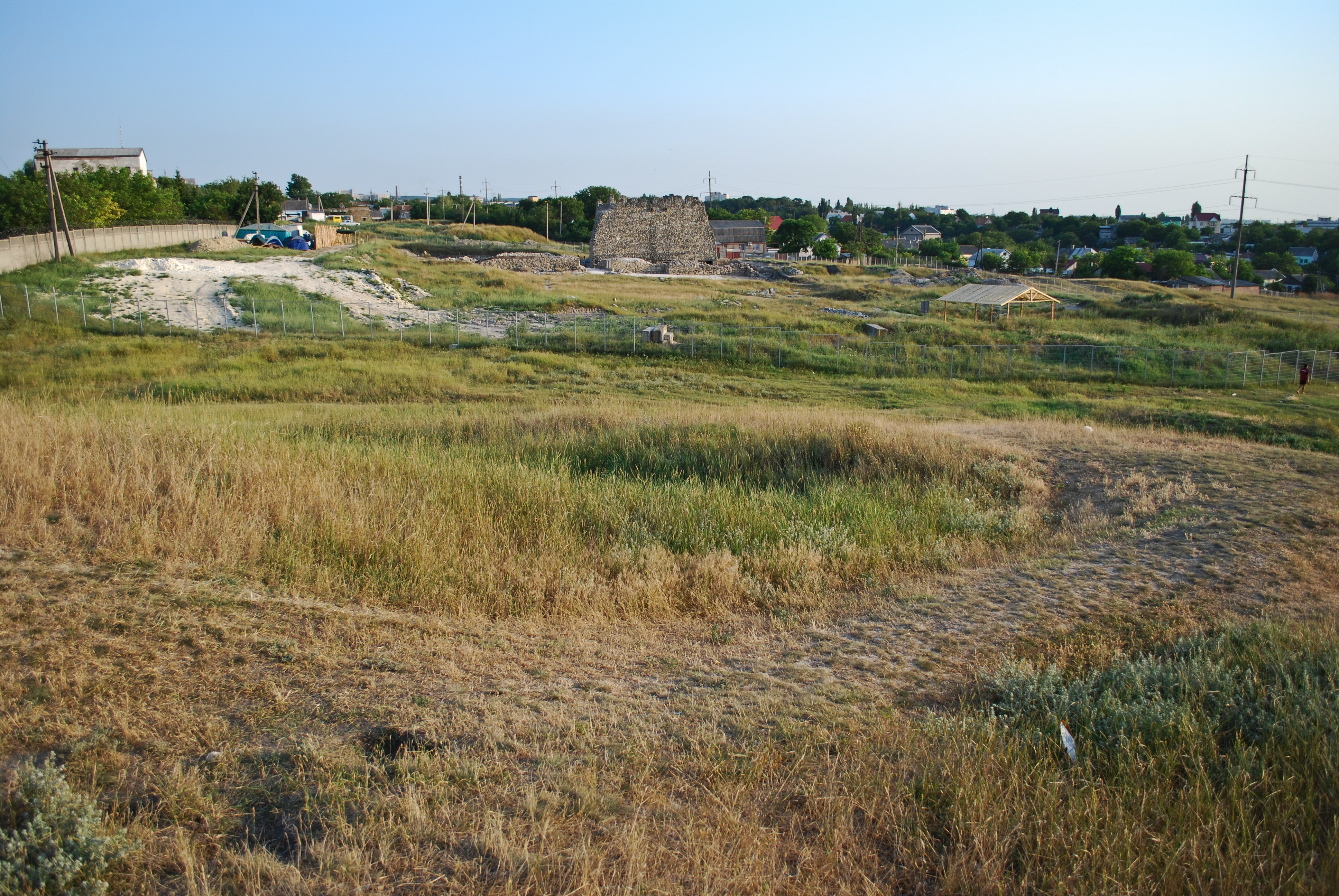